# Sportstudio live
Sportstudio live (Eigenschreibweise sportstudio live, bis 2021: ZDF SPORTextra) ist eine unregelmäßige Sportsendung des ZDF. Im Rahmen dieser Sendung überträgt das ZDF das ganze Jahr verschiedene Sportereignisse bzw. Sportveranstaltungen wie zum Beispiel Wintersport, Olympische Spiele oder Fußballspiele bekannter Wettbewerbe wie DFB-Pokal oder FIFA-Fußball-Weltmeisterschaft.
Am Anfang der Sendung melden sich oft verschiedene Moderatoren aus einem Studio oder direkt an der Wettkampfstätte und berichten rund um den Wettkampf, manchmal auch zusammen mit einem Experten für die betreffende Sportart. Nach den Vorberichten meldet sich dann meistens ein Kommentator des Wettkampfs. Hinterher meldet sich oft noch einmal der Moderator aus dem Studio oder vor Ort.

## Geschichte

### Vor 2021
Vor dem Jahr 2021 liefen Sportveranstaltungen im ZDF noch unter dem Namen ZDF  Sport extra. Das Konzept der Sendung war dabei identisch. Bei Wintersport-Übertragungen hieß die Sendung ZDF Sport extra Winter.

### Seit der Fußball-EM 2021
Seit der Fußball-Europameisterschaft 2021 heißt die Sendung Sportstudio live. Zu diesem Zeitpunkt wurde die gesamte Sportabteilung des ZDF von ZDF Sport in Sportstudio umbenannt, wodurch eine neue Dachmarke geschaffen wurde und die Sendungen einen höheren Wiedererkennungswert bekamen durch das vorhandene aktuelle Sportstudio.
Im Dezember 2023 bekamen alle Sendungen der Sportstudio-Marke ein neues Design.

## Übertragene Sportveranstaltungen

### Fußball-Europameisterschaft 2024
Für die Fußball-Europameisterschaft 2024 bei Sportstudio live wurde im ZDF-Hauptstadtstudio im Zollernhof in Berlin-Mitte eine EM-Arena aufgebaut, in der die Rahmenberichterstattung des ZDF stattfand. Bei manchen Spielen meldeten sich die Moderatoren und Experten auch vom Spielfeldrand direkt aus dem Station. Jochen Breyer und Katrin Müller-Hohenstein führten durch die Übertragungen zusammen mit den Experten Per Mertesacker, Christoph Kramer und Friederike Kromp. Als Reporter waren Sven Voss und Amelie Stiefvatter im Einsatz.

### Olympische Sommerspiele 2024
Die Olympischen Sommerspiele 2024 wurden von ARD und ZDF sowie von Eurosport in Deutschland übertragen. Im ZDF begann man die Übertragung einen Tag vor der Eröffnungsfeier der Spiele. Abwechselnd mit der Sportschau-Übertragung im Ersten meldete sich Sportstudio live aus dem gemeinsamen Olympia-Studio von ARD und ZDF auf dem Place de l’Alma in Paris mit den Moderatoren Jochen Breyer und Katrin Müller-Hohenstein. Dabei ging die Sendung von morgens ca. 07:30 Uhr bis Mitternacht. Die Regie saß dabei in Mainz im gemeinsamen National Broadcast Center von ARD und ZDF auf dem Mainzer Lerchenberg. Für die Berichterstattung im ZDF waren viele Experten im Einsatz wie zum Beispiel Ronald Rauhe beim Kanu oder Andrea Petković beim Tennis. Zudem wurden in der ZDFmediathek bis zu zehn parallele Livestreams angeboten.

### Weitere Veranstaltungen
Im Wechsel mit der ARD berichtet das ZDF von den Welt- und Europameisterschaften im Fußball sowie den Olympischen Sommer- und Winterspiele. Manche Turniere werden komplett von ARD und ZDF übertragen. Bei einigen Turnieren haben aber auch andere Sender exklusive Senderechte, bei der Fußball-WM 2006 zeigten ARD und ZDF beispielsweise lediglich 48 der insgesamt 64 Spiele direkt. Außerdem werden 15 Live-Spiele im DFB-Pokal im Wechsel mit der ARD übertragen. Seit der Saison 2021/22 berichtet das ZDF von den Spielen der UEFA Champions League und überträgt das Finale live.
Länderspiele der deutschen Fußballnationalmannschaft der Männer und Frauen, Leichtathletik-Turniere und der Weltcup verschiedener Wintersportarten (z. B. Biathlon) werden abwechselnd mit der ARD ebenfalls live übertragen. Viele der Sportübertragungen von ARD und ZDF sind zusätzlich auch auf Eurosport zu sehen.

## Moderation
| Sportart                   | Moderator                                                                              | Reporter                                                                      | Experte |
| -------------------------- | -------------------------------------------------------------------------------------- | ----------------------------------------------------------------------------- | --- |
| Sommersport                |                                                                                        |                                                                               | |
| Fußball                    | Jochen Breyer Katrin Müller-Hohenstein Sven Voss Katja Streso Lena Kesting Lili Engels | Oliver Schmidt Claudia Neumann Martin Schneider Norbert Galeske Gari Paubandt | Per Mertesacker Christoph Kramer Friederike Kromp Hanno Balitsch Moritz Volz René Adler Kathrin Lehmann Martina Voss-Tecklenburg Thorsten Kinhöfer (Schiedsrichterexperte) |
| Badminton                  |                                                                                        | Thomas Fuchs                                                                  | |
| Basketball                 | Sven Voss                                                                              | Daniel Pinschower Benni Zander                                                | |
| Beachvolleyball            |                                                                                        | Martin Schneider                                                              | Jonas Reckermann |
| Bogenschießen              |                                                                                        | Heiko Klasen                                                                  | |
| Boxen                      |                                                                                        | Michael Pfeffer                                                               | |
| Breaking                   |                                                                                        | Petra Bindl                                                                   | Bao Chau Nguyen |
| Fechten                    |                                                                                        | Julius Hilfenhaus                                                             | |
| Gewichtheben               |                                                                                        | Frank Gollenbeck                                                              | |
| Golf                       |                                                                                        | Konstantin Klostermann                                                        | |
| Handball                   | Florian Zschiedrich                                                                    | Martin Schneider Gari Paubandt                                                | Sven-Sören Christophersen |
| Hockey                     |                                                                                        | Adrian von der Groeben Konstantin Klostermann                                 | Janne Müller-Wieland |
| Judo                       |                                                                                        | Alexander von der Groeben                                                     | |
| Kanurennsport              | Amelie Stiefvatter                                                                     | Norbert Galeske Heiko Klasen                                                  | Ronald Rauhe |
| Kanuslalom                 |                                                                                        | Susanne Simon                                                                 | Hannes Aigner |
| Klettern                   |                                                                                        | Julius Hilfenhaus                                                             | Ludwig Korb |
| Leichtathletik             | Maral Bazargani                                                                        | Fabian Meseberg Marc Windgassen                                               | |
| Moderner Fünfkampf         |                                                                                        | Heiko Klasen                                                                  | |
| Straßenradsport            | Florian Zschiedrich                                                                    | Andreas Kürten Michael Krämer                                                 | Marcel Kittel Denise Schindler |
| Bahnradsport               |                                                                                        | Michael Krämer                                                                | Kristina Vogel |
| BMX-Rennsport              |                                                                                        | Andreas Kürten                                                                | Alex Reinke |
| Reiten                     | Kristin Otto                                                                           | Hermann Valkyser                                                              | |
| Rhythmische Sportgymnastik | Florian Zschiedrich                                                                    | Sylvia Warnke                                                                 | |
| Ringen                     |                                                                                        | Alexander von der Groeben                                                     | |
| Rudern                     |                                                                                        | Norbert Galeske                                                               | |
| Rugby                      |                                                                                        | Sebastian Ungermanns                                                          | Carlos Soteras Merz |
| Segeln                     | Lili Engels Alexander Ruda                                                             | Nils Kaben Kristin Recke                                                      | Tobias Schadewaldt |
| Schwimmen                  | Katja Streso                                                                           | Volker Grube Andreas Kürten                                                   | Christian Keller |
| Skateboarding              |                                                                                        | Petra Bindl                                                                   | Stefanie Wolter |
| Sportschießen              |                                                                                        | Tibor Meingast                                                                | |
| Surfen                     |                                                                                        | Nils Kaben                                                                    | Afridun Amu |
| Synchronschwimmen          |                                                                                        | Sylvia Warnke                                                                 | |
| Taekwondo                  |                                                                                        | Alexander von der Groeben                                                     | |
| Tennis                     |                                                                                        | Aris Donzelli                                                                 | Andrea Petković |
| Tischtennis                |                                                                                        | Michael Kreutz                                                                | |
| Trampolinturnen            |                                                                                        | Sylvia Warnke                                                                 | |
| Triathlon                  | Lena Kesting                                                                           | Martin Schneider Marc Windgassen                                              | Jan Frodeno |
| Turnen                     | Florian Zschiedrich                                                                    | Alexander Ruda                                                                | Ronny Ziesmer |
| Volleyball                 |                                                                                        | Dirk Berscheidt                                                               | |
| Wasserball                 |                                                                                        | Mirko Heintz                                                                  | |
| Wasserspringen             |                                                                                        | Eike Papsdorf                                                                 | Tina Punzel |
| Wintersport                |                                                                                        |                                                                               | |
| Biathlon                   | Alexander Ruda                                                                         | Volker Grube Sven Fischer                                                     | Denise Herrmann-Wick |
| Bob/Skeleton               | Florian Zschiedrich                                                                    | Michael Kreutz Felix Tusche                                                   | |
| Eisschnelllauf             |                                                                                        | Hermann Valkyser                                                              | |
| Freestyle-Skiing           |                                                                                        | Marc Windgassen                                                               | |
| Nordische Kombination      |                                                                                        | Meili Scheidemann                                                             | |
| Rennrodeln                 | Kristin Otto                                                                           | Norbert Galeske                                                               | |
| Ski alpin                  | Amelie Stiefvatter                                                                     | Fabian Meseberg Julius Hilfenhaus                                             | Marco Büchel |
| Skilanglauf                | Florian Zschiedrich                                                                    | Heiko Klasen                                                                  | |
| Skispringen                | Lena Kesting Amelie Stiefvatter                                                        | Stefan Bier Eike Papsdorf                                                     | Severin Freund |
| Snowboard                  |                                                                                        | Marc Windgassen                                                               | |